# 행정보급관
행정보급관은 행정과 보급을 담당하는 부사관 직책으로, 중대급에선 부사관들 중 대개 최선임자다. 중대급임에도 행정보급관을 2명 두는 부대도 있는데 이러한 부대에서는 보직을 행정관과 보급관으로 분리해 운영한다.
행정보급관은 각 부대의 보급과 관련된 문제를 관리하는 일종의 운영직이다. 역사적으로 보급 문제는 군대에서 매우 중요한 문제로, 음식이 보급되지 않으면 전쟁 일어났어서도 싸울수없다.
무기가 보급되지 않으면 군인은 싸울 수 없고, 도로를 닦을 장비가 보급되지 않으면 군대는 쉽게 진입할 수 없다. 이렇듯 보급이 끊기거나 불안정하면 군대의 운영이 망가지며 외적이 쳐들어왔을때 대응하지 못한다.